# Marta Dusseldorp
Marta Dusseldorp es una actriz australiana, conocida por haber interpretado a Sam Lawson en las películas BlackJack.

## Biografía
Es nieta del fallecido filántropo Dick Dusseldorp. Cuando Marta tenía ocho años, su hermano menor Yoris murió a los nueve meses debido a la leucemia, Marta además tiene dos hermanos gemelos Search y Destroy Dusseldorp.
Marta está casada con el actor Ben Winspear, la pareja tiene dos hijas Grace y Maggie Winspear.

## Carrera
En el 2000 apareció como invitada en la serie médica All Saints, donde interpretó a la inspectora Debbie Bloom.
En el 2002 apareció en la popular serie de ciencia ficción Farscape donde interpretó a la oficial Yal Henta.
Entre el 2004 al 2007 interpretó a la detective Sam Lawson en las películas de BlackJack.
En el 2011 se unió al elenco de la serie Crownies donde interpretó a la fiscal principal de la corona Janet King, hasta el final de la serie.
En el 2012 se unió al elenco de la miniserie Devil's Dust donde interpretó a Meredith Hellicar y en las películas Jack Irish: Bad Debts y Jack Irish: Black Tide donde dio vida a Linda Hillier. Las películas son parte de la serie Jack Irish.
En abril del 2013 se unió al elenco principal de la serie A Place To Call Home donde interpretó a Sarah Adams, hasta el final de la serie en el 2014 luego de finalizar su segunda temporada.
Ese mismo año apareció en la serie Janet King, el spin-off de la serie Crownies, donde interpretó nuevamente a la fiscal Janet King.
En el 2016 se unió al elenco de la serie Jack Irish donde volvió a dar vida a la periodista Hillier.

## Filmografía

### Series de televisión
| Año             | Título               | Personaje          | Notas                                    |
| --------------- | -------------------- | ------------------ | ---------------------------------------- |
| 2014 - presente | Janet King           | Janet King         | 24 episodios                             |
| 2013 - presente | A Place To Call Home | Sarah Adams        | 57 episodios                             |
| 2016            | Jack Irish           | Linda Hillier      | 16 episodios                             |
| 2012            | Devil's Dust         | Meredith Hellicar  | 2 episodios - miniserie                  |
| 2011            | Crownies             | Janet King         | 22 episodios                             |
| 2010            | Rescue Special Ops   | Lisa Hartigan      | episodio "Locked In"                     |
| 2003            | MDA                  | Joanna Gilchrist   | 2 episodios                              |
| 2002            | Young Lions          | Catherine McGregor | episodio "Boy School Bullies"            |
| 2002            | Farscape             | Yal Henta          | 2 episodios                              |
| 2002            | Kangaroo Creek Gang  | -                  | -                                        |
| 2000            | Murder Call          | Marion Dreyfuss    | episodio "Last Act"                      |
| 2000            | All Saints           | Debbie Bloom       | 4 episodios                              |
| 1996            | Mercuty              | Lily-Ann Venables  | episodio "LBad News Is Good Newsast Act" |
| 1992            | G.P.                 | Sophie             | episodio "Dial the Universe"             |

### Películas
| Año  | Título                         | Personaje        | Notas |
| ---- | ------------------------------ | ---------------- | --- |
| 2014 | Jack Irish: Dead Point         | Linda Hillier    | junto a Guy Pearce, Roy Billing, Vince Colosimo y Kat Stewart                                                 |
| 2013 | The Railway Man                | Memsahib         | junto a Nicole Kidman, Colin Firth, Stellan Skarsgård, Jeremy Irvine y Ewen Leslie                            |
| 2012 | Jack Irish: Black Tide         | Linda Hillier    | junto a Guy Pearce, Emma Booth, Shane Jacobson, Roy Billing, Damien Garvey y Alexandra Schepisi               |
| 2012 | Jack Irish: Bad Debts          | Linda Hillier    | junto a Guy Pearce, Anthony Hayes, Marshall Napier, Fletcher Humphrys, Shane Jacobson y Roy Billing           |
| 2011 | Burning Man                    | Lisa             | junto a Matthew Goode, Bojana Novakovic, Essie Davis, Rachel Griffiths, Kerry Fox y Anthony Hayes             |
| 2007 | BlackJack: Ghost               | Sam Lawson       | junto a Colin Friels, Marcus Graham, David Field, Simon Lyndon, Shaun Micallef, Gigi Edgley y Rhys Muldoon    |
| 2006 | BlackJack: At the Gates        | Sam Lawson       | junto a Colin Friels, Saban Berrell, Gigi Edgley, David Field y James Fraser                                  |
| 2006 | BlackJack: Dead Memory         | Sam Lawson       | junto a Colin Friels, Aaron Pedersen, David Field, Daniel MacPherson y Yvonne Strahovski                      |
| 2005 | BlackJack: Ace Point Game      | Sam Lawson       | junto a Colin Friels, David Field, Craig McLachlan, Gigi Edgley, Russell Dykstra y Matthew Holmes             |
| 2005 | BlackJack: In the Money        | Sam Lawson       | junto a Colin Friels, David Field, Gigi Edgley, Russell Dykstra y Matthew Holmes                              |
| 2005 | Hell Has Harbour Views         | Helen            | junto a Matt Day, Lisa McCune, Steve Bisley, Peter O'Brien, Freya Stafford, David Field y Roy Billing         |
| 2004 | BlackJack: Sweet Science       | Sam Lawson       | junto a Colin Friels, Chris Haywood, Vince Colosimo, Alex O'Loughlin, Anthony Hayes, Lara Cox y Nash Edgerton |
| 2003 | After the Deluge               | Eva              | junto a David Wenham, Hugo Weaving, Samuel Johnson, Aden Young, Catherine McClements y Essie Davis            |
| 2002 | Baggage Claim                  | Lisa             | corto - junto a Kara Alberts, Simon Bossell y Christopher Stollery                                            |
| 2001 | Elly                           | Elly             | cortometraje                                                                                                  |
| 2000 | Innocence                      | Monique          | junto a Julia Blake, Robert Menzies y Chris Haywood                                                           |
| 1998 | Praise                         | Rachel           | junto a Joel Edgerton, Damon Herriman, Jason Clarke y Loene Carmen                                            |
| 1998 | Halifax f.p: A Murder of Crows | Glenys Lund      | junto a Rebecca Gibney, Robyn Nevin, Frankie J. Holden, Petra Yared, Alicia Gardiner y Greg Stone             |
| 1997 | Fable                          | Sarah            | junto a Simon Westaway, Melissa George, Richard Piper, Chris Haywood y Peter Hardy                            |
| 1997 | Paradise Road                  | Helen van Praagh | junto a Glenn Close, Frances McDormand, Cate Blanchett, Julianna Margulies y Wendy Hughes                     |

### Directora
| Año  | Título                                     | Notas            |
| ---- | ------------------------------------------ | ---------------- |
| 2003 | Halal el Mashakel                          | obra - directora |
| 2002 | Seven Acts of Love (as witnessed by a cat) | obra - directora |
| 2002 | Witnessed by a Cat                         | obra - directora |
| 2002 | Seeking Djiran                             | directora        |

### Teatro
| Año  | Obra                        | Personaje         | Director (a)       | Teatro                | Notas                                                                        |
| ---- | --------------------------- | ----------------- | ------------------ | --------------------- | ---------------------------------------------------------------------------- |
| 2012 | Never Did Me Any Harm       | -                 | Kate Champion      | Sydney Theatre        | junto a Sarah Jayne Howard                                                   |
| 2010 | Tusk Tusk                   | Katie             | Shannon Murphy     | Sydney Theatre        | junto a Miles Szanto, Airlie-Jane Dodds y Krew Boylan                        |
| 2010 | Like a Fishbone             | Arquitecta        | Tim Maddock        | Sydney Theatre        | junto a Aimee Horne y Anita Hegh                                             |
| 2009 | The Crucible                | Elizabeth Proctor | Tanya Goldberg     | Sydney Theatre        | junto a Angus King, Nathan Lovejoy, Joe Manning y Sean O'Shea                |
| 2009 | The War of The Roses        | Margaret of Anjou | Benedict Andrews   | Sydney Theatre        | junto a Cate Blanchett, Robert Menzies, Steve Le Marquand y Ewen Leslie      |
| 2008 | Gallipoli                   | Alice Kitchen     | Nigel Jamieson     | Sydney Theatre        | junto a Brandon Burke, Peter Carroll, Steve Le Marquand y Ewen Leslie        |
| 2008 | The Serpent's Teeth         | Layla             | Pamela Rabe        | Sydney Theatre        | junto a Brandon Burke, Peter Carroll, Steve Le Marquand y Ewen Leslie        |
| 2007 | Tales from the Vienna Woods | -                 | Jean-Pierre Mignon | Sydney Theatre        | junto a Martin Blum, Eden Falk, Steve Le Marquand y Deborah Mailman          |
| 2006 | The Bourgeois Gentleman     | Dorimene          | Jean-Pierre Mignon | Sydney Theatre        | junto a Peter Carroll, Deborah Mailman y Eden Falk                           |
| 2006 | The Lost Echo               | Linfea            | Barrie Kosky       | Sydney Theatre        | junto a John Gaden, Hayley McEIhinney, Paul Capsis y Peter Carroll           |
| 2006 | Mother Courage              | Yvette            | Robyn Nevin        | Sydney Theatre        | junto a Martin Blum, Brandon Burke, Eden Falk y Deborah Mailman              |
| 2005 | Journal of the Plague Year  | Aristócrata       | Michael Kantor     | Malthouse Theatre     | junto a Julie Forsyth, Robert Menzies, Lucy Taylor y Dan Spielman            |
| 2005 | The Ham Funeral             | Wogret            | Michael Kantor     | Malthouse Theatre     | junto a Julie Forsyth, Robert Menzies, Lucy Taylor y Dan Spielman            |
| 2005 | Journal of the Plague Year  | -                 | Michael Kantor     | Malthouse Theatre     | junto a Julie Forsyth, Dan Spielman y Robert Menzies                         |
| 2004 | The Underpants              | Louise            | Neil Armsfield     | Belvoir Theatre       | junto a Arky Michael y Keith Robinson                                        |
| 2004 | Victory                     | Devonshire        | Judy Davis         | Sydney Theatre        | junto a Judy Davis, Colin Friels, Chris Haywood, David Field y Peter Carroll |
| 2003 | Songket                     | Kaludia           | Ross Horin         | Griffin Theatre       | junto a Steve Le Marquand, Ling-Hsueh Tang y Darren Yap                      |
| 2003 | The Way of the World        | Marwood           | Gale Edwards       | Sydney Theatre        | junto a Miriam Margolyes, Damian de Montemas y Genevieve O'Reilly            |
| 2002 | All My Sons                 | Ann Deever        | Adam Cook          | Ensemble Theatre      | junto a Max Cullen, Lynette Curran, Paul Gleeson y Glenn Hazeldine           |
| 2001 | Cloudstreet                 | Hattie            | Neil Armfield      | Harvey Theater        | junto a Roy Billing, Dan Wyllie, Wayne Blair, Andrew Crabbe y John Gaden     |
| 2001 | The Woolgatherer            | Rose              | Cristabel Sved     | Darlinghurst Theatre  | junto a Alan Flower                                                          |
| 2000 | A Midsummer Night's Dream   | -                 | Elke Neidhardt     | His Majesty's Theatre | junto a Laurence Coy, Ivar Kants y Kristian Schmid                           |
| 1999 | Footprints on Water         | Edie              | Peter Houghton     | Griffin Theatre       | junto a Jerome Pride, David Roberts, Richard Sydenham y Helen Thompson       |
| 1999 | The Mill on the Floss       | Maggie            | John O'Hare        | Sydney Theatre        | junto a Susan Prior, Kirsty Hutton, Danny Mitchell y Nathan Spencer          |
| 1998 | Misalliance                 | Hypatia Tarleton  | Christopher Newton | Melbourne Theatre     | junto a Max Gillies, Peter Houghton, Rhys McConnochie y Pamela Rabe          |
| 1997 | Three Sisters               | Masha             | Roger Hodgman      | Melbourne Theatre     | junto a Rodney Afif, Mandy McElhinney, Nadine Garner y Kyle Wright           |
| 1997 | The Balcony                 | Chantal           | Bruce Myles        | Melborune Theatre     | junto a Rodney Afif, Mandy McElhinney, Nadine Garner y Kyle Wright           |
| 1996 | No Name, No Pack Drill      | Joycie            | Andrew Tighe       | Marian St. Theatre    | junto a Deborah Kennedy, Aaron Jeffery y Veronica Neave                      |

## Premios y nominaciones
| Año  | Categoría                          | Premio             | Serie/Obra           | Resultado |
| ---- | ---------------------------------- | ------------------ | -------------------- | --------- |
| 2016 | Best Actress                       | Silver Logie Award | A Place to Call Home | Nominada  |
| 2015 | Most Outstanding Actress           | Logie Award        | Janet King           | Nominada  |
| 2015 | Lead Actress in a Television Drama | AACTA Award        | Janet King           | Ganadora  |
| 2014 | Most Popular Actress               | Silver Logie Award | A Place to Call Home | Nominada  |
| 2009 | Best Supporting Actress            | Helpmann Award     | The War Of The Roses | Ganadora  |